# Lysidice valentina
Lysidice valentina är en ringmaskart som beskrevs av Savigny in Lamarck 1818. Lysidice valentina ingår i släktet Lysidice och familjen Eunicidae. Inga underarter finns listade i Catalogue of Life.